# I WILL (AZUの曲)
「I WILL」は、AZUの6枚目のシングル。TBSテレビ「ランク王国」2009年6・7月度オープニングテーマ。
PVにはAZUの彼氏役で石黒英雄が起用されている

## 収録曲
1. I WILL
作詞：AZU / 作曲・編曲：春川仁志
  - TBS系テレビ『ランク王国』6月・7月度オープニングテーマ
  - レコチョク　TV-CFソング/レコチョクタイアップTV-CM
  - ケータイ音楽ドラマ『DOR@MO』主題歌
2. CLOSE TO YOU
作詞・作曲：AZU / 編曲：村山晋一郎
3. I WILL(Instrumental)
4. CLOSE TO YOU(Instrumental)

| スタブアイコン | サブスタブ | この項目は、まだ閲覧者の調べものの参照としては役立たない、シングルに関連した書きかけの項目です。この項目を加筆・訂正などしてくださる協力者を求めています（P:音楽/PJ:楽曲）。 |